# Naturschutzgebiet Grubenhalde Rhonard
Das Naturschutzgebiet Grubenhalde Rhonard ist ein 1,13 ha großes Naturschutzgebiet (NSG) liegt östlich von Olpe im Kreis Olpe in Nordrhein-Westfalen. 1969 und 2005 hat die Bezirksregierung Arnsberg das Gebiet mit einer Flächengröße von 1,16 als NSG ausgewiesen. Das Gebiet wurde 2020 mit dem Landschaftsplan Landschaftsplan Nr. 5 Rothaarvorhöhen zwischen Olpe und Altenhundem durch den Kreistag des Kreises Olpe etwas verkleinert erneut als NSG ausgewiesen. Östlich grenzt der Geschützte Landschaftsbestandteil Bergbauareal Rhonard an.

## Gebietsbeschreibung
Bei dem NSG handelt es sich um ein altes, kulturhistorisch bedeutsames Erzabbaugelände mit Pingen, Einbruchstälchen und- trichtern und Gesteinshalden, das bis in das Jahr 1614 zurückgeht. Wegen der Bergbautätigkeit weist das Gebiet ein bewegtes Relief. Das NSG ist + sowohl naturschutzfachlich als auch kulturhistorisch von hoher Bedeutung. Im NSG wächst ein lichter Birkenwald. Auf carbonatreichen Grauwackeschiefer-Halden findet sich eine floristisch-vegetationskundlich wertvolle Krautvegetation mit seltenen Moosen, Farnen und Flechten. Im Schutzgebiet kommen Pflanzenarten wie Nordischer Streifenfarn und Ruprechtsfarn vor. Auf dem offenen Schotter des historischen Bergbaus gibt es Schwermetallrasen mit Vorkommen Taubenkropf-Leimkraut und der Breitblättrige Stendelwurz.
Zum NSG führt der Landschaftsplan auf: „Im Biotopverbund handelt es sich um ein wichtiges Verbundelement für auf Gesteinshalden angewiesene, z. T. seltene Farn- und Blütenpflanzen und wärmeliebende Tierarten.“
Das NSG, der Geschützte Landschaftsbestandteil Bergbauareal Rhonard und weitere Flächen sind ein geschütztes Biotop nach § 30 BNatSchG mit einer Flächengröße von 7,48 ha, Kennung BK-OE-00072 und der Bezeichnung Historisches Grubengelände Auf der Rhonard.

## Schutzzweck
Laut Landschaftsplan erfolgte die Ausweisung:
- „zur Erhaltung, Entwicklung und Wiederherstellung von Lebensstätten, Biotopen und Lebensgemeinschaften bestimmter wildlebender Tier- und Pflanzenarten eines alten, kulturhistorisch bedeutsamen Erzabbaugeländes mit Pingen, Einbruchstrichtern und -tälchen, Gesteinshalden auf carbonatreichem Grauwackeschiefer sowie einer floristisch-vegetationskundlich wertvollen Krautvegetation mit seltenen Moosen, Farnen und Flechten,“
- „aus wissenschaftlichen, naturgeschichtlichen und landeskundlichen Gründen, insbesondere zur Erhaltung der Bergbaurelikte und der Gesteinshalden mit einem hohen Biotopentwicklungspotenzial,“
- „wegen der Seltenheit und besonderen Eigenart des Gebietes,“
- „zur Sicherung als Kernfläche im Biotopverbund.“[1]

## Verbote und Gebote
Für das NSG wurden zwei spezielle Verbote und vier Gebote erlassen. Es handelt sich um die Verbote:
- „starkes Totholz heimischer Laubholzarten zu entnehmen,“
- „die Bergbaurelikte, insbesondere Pingen, Mulden, Einbruchstrichter und -tälchen zu zerstören, aufzufüllen oder in sonstiger Art und Weise zu beschädigen.“

Die vier Gebote sind:
- „offene Schutthalden als Standort für seltene und gefährdete Farn- und Blütenpflanzen sowie als Lebensraum für wärmeliebende Tierarten wiederherzustellen; die hierfür erforderliche Beseitigung von Gehölzen und krautiger Vegetation ist nur im Beisein von Experten, die die Fundorte der z.T. noch vorhandenen, sehr seltenen Arten kennen sowie in Abstimmung mit der LWL-Archäologie für Westfalen, Außenstelle Olpe, zum Schutz der Halde (Bodendenkmal) durchzuführen,“
- „den Alt- und Totholzanteil zu erhalten und zu vermehren,“
- „Nadelholzbestockung zu Gunsten einer Verjüngung bodenständiger Laubholzarten zu entnehmen,“
- „zum Schutz der historischen anthropogenen Geländeformen forstliche Erschließungsmaßnahmen mit der LWL – Archäologie für Westfalen, Außenstelle Olpe, abzustimmen.“[1]